# Nyctomys sumichrasti
Nyctomys sumichrasti és una espècie de mamífer rosegador de la família dels cricètids. Viu a Belize, Costa Rica, El Salvador, Guatemala, Hondures, Mèxic, Nicaragua, Panamà. Es tracta d'un animal nocturn i arborícola que s'alimenta de plantes i insectes. El seu hàbitat natural són els boscos caducifolis i semicaducifolis. És una espècie en risc mínim, és a dir, no sembla que hi hagi cap amenaça significativa per a la seva supervivència.
L'espècie fou anomenada en honor del naturalista suís Adrien Jean Louis François de Sumichrast.